# Denis Barros
Denis Barros (15 gennaio 1985) è un ex giocatore di football americano brasiliano, che ha giocato come defensive lineman.